# Kabupaten de Jeneponto
Le kabupaten de Jeneponto, en indonésien Kabupaten Jeneponto, est un kabupaten de la province indonésienne de Sulawesi du Sud dans l'île de Célèbes. Son chef-lieu est Bontosunggu.